# Philornis falsifica
Philornis falsifica är en tvåvingeart som först beskrevs av Carroll William Dodge och Aitken 1968.  Philornis falsifica ingår i släktet Philornis och familjen husflugor. Inga underarter finns listade i Catalogue of Life.